# La Chapelle-Montabourlet
Chapelle-Montabourlet – miejscowość i gmina we Francji, w regionie Nowa Akwitania, w departamencie Dordogne.
Według danych na rok 1990 gminę zamieszkiwało 85 osób, a gęstość zaludnienia wynosiła 15 osób/km² (wśród 2290 gmin Akwitanii Chapelle-Montabourlet plasuje się na 1091. miejscu pod względem liczby ludności, natomiast pod względem powierzchni na miejscu 1384.).